# Essen (herb szlachecki)
Essen (Essenius) – polski herb szlachecki.

## Opis herbu
W polu srebrnem – krzyż błękitny. Nad hełmem w koronie między dwoma srebrnemi skrzydłami krzyż błękitny. Labry błękitne, podbite srebrem.

## Najwcześniejsze wzmianki
Indygenat z 1764. 

Podług Siebmachera August Franciszek Essenius von Essen, rezydent saski przy polskim dworze z rodziny hanowerskiej pochodzący, otrzymał 30.12.1767 r. potwierdzenie szlachectwa i herbu przez Józefa II, cesarza rzymskiego, w roku zaś 1764 indygenowany został w Polsce.

## Herbowni
Essen, Essenberg, Essenstein, Essenius, Esserdt.